# Paula Findlay
Paula Findlay (Edmonton, 26 de mayo de 1989) es una deportista canadiense que compite en triatlón. Ganó una medalla de plata en el Campeonato Mundial de Ironman 70.3 de 2022.

## Palmarés internacional
| Campeonato Mundial | Campeonato Mundial          | Campeonato Mundial | Campeonato Mundial |
| Año                | Lugar                       | Medalla            | Prueba             |
| ------------------ | --------------------------- | ------------------ | ------------------ |
| 2022               | St. George (Estados Unidos) | Medalla de plata   | Individual         |